# Смирись и расслабься!
Смирись и расслабься! — перший студійний альбом українського камеді-рок гурту Валентин Стрикало, був випущений 24 лютого 2012 року студією «Союз» на компакт-дисках та цифрових платформах. В музичному плані він доволі різноманітний, містить як хардрокові бойовички і середньотемпові композиції, так і повільні пісні в стилі попрок. Хоча найбільш правильним визначенням для музичного стилю альбому є — «камеді-рок», тому що більшість його пісень мають гумористичний або саркастичний характер.
На чотири пісні з альбому — «Кайен», «Русский рок», «Наше лето» і «Дешёвые драмы» було знято відеокліпи (що цікаво три з них були випущені ще до виходу альбому). Пісня «Так гріє» єдина композиція на альбомі виконана українською мовою. Більшість пісень написані ще в 2010, а деякі, ще до заснування гурту
В альбомі буде всім давно знайомий матеріал, який ми два роки виконуємо на концертах. Але його не було у якісних записах і люди не могли закинути його собі у плеєр, — каже соліст гурту, Юрій Каплан. — Ми змінили декілька студій перш ніж зупинилися на варіанті, що нас задовольняє. Бувало, що матеріал накопичували, зводили та мастерили, але все це переписували знову. Фішка в тому, що люди звикли чути ці пісні на концертах, де все звучить круто та драйвово. Тому в записі вони очікують на той самий драйв, що й на живих виступах. Але на концерті ми заряджені енергією залу і наша віддача набагато крутіша. Дуже складно вивести себе на цей рівень у студії і досягти того ж рок-н-ролу. Тому ми вимогливо ставилися до вибору студії звукозапису та звукорежисера.— Офіційний сайт гурту

## Треклист
Автор музики і слів Юрій Каплан. 
| #   | Назва                  | Тривалість |
| --- | ---------------------- | ---------- |
| 1.  | «Отель Кооператор»     | 3:56       |
| 2.  | «Фанк»                 | 3:14       |
| 3.  | «Песня для девочек»    | 4:17       |
| 4.  | «Рустем»               | 3:34       |
| 5.  | «45 лет»               | 2:23       |
| 6.  | «Всё решено»           | 3:09       |
| 7.  | «Кайен»                | 3:04       |
| 8.  | «Он постоянно»         | 4:04       |
| 9.  | «Лишь однажды»         | 2:53       |
| 10. | «Наше лето»            | 3:27       |
| 11. | «Русский рок»          | 3:13       |
| 12. | «Серёжа»               | 3:52       |
| 13. | «Первомай»             | 3:38       |
| 14. | «Я бью женщин и детей» | 2:43       |
| 15. | «Gay Porn»             | 5:20       |
| 16. | «Так гріє»             | 4:40       |
| 17. | «Дешёвые драмы»        | 3:50       |

## Учасники запису
Гурт «Валентин Стрикало»:
- Юрій Каплан − вокал, гітара;
- Андрій Тропешко − гітара;
- Євген Ільїн − бас гітара, клавішні;
- Антон Щелконогов − ударні.

Інші Учасники:
- Євген Мітін — гітара (пісня «Русский рок»)
- Євген Селезньов — ударні (пісня «Русский рок»)
- Юрій Береговий — BORG MUSIC — зведіння і мастеринг (окрім: «Всё решено», «Наше лето» і «Русский рок»)